# Anna Kindynis-Maroudis
Anna Kindynis-Maroudis, née en 1914 et morte en 2003, est une peintre grecque du XXe siècle.

## Biographie

### Les années d'enfance: premiers exils
Née en Nouvelle Phocée, en Asie Mineure, Anna Kindynis-Maroudis est la benjamine des sept enfants que comptait sa famille.
Son père, médecin, était originaire de l'île de Skyros et sa mère, née Vassalos, d'Asie Mineure.
La famille d’Anna Kindynis-Maroudis, déracinée à deux reprises pendant les persécutions de la population grecque par les Turcs (en 1914 et en 1922), se réfugia à Mytilène. En 1914, leur première expérience de l'exode en compagnie de leurs compatriotes fut particulièrement dramatique (Anna n'était alors qu'un nourrisson).

« Nous nous sommes réfugiés dans la montagne  - dit-elle dans son autobiographie - où nous avons passé trois jours et trois nuits à moitié nus, sans nourriture ni eau, sous la menace constante de nous faire égorger. Ce qui nous a sauvé à ce moment-là ce fut l'acte décisif de sacrifice de notre père. En effet, avec quatre Phocéens il a réussi à traverser la zone contrôlée par les Turcs et à accoster à Lesbos, dans une barque pourrie. Là, ils réussirent à convaincre le gouverneur de l'île d'envoyer un bateau afin de récupérer les milliers de fugitifs qui s'y trouvaient. »

Ainsi commencèrent les grandes épreuves de cette population pacifique et de la famille d'Anna.

« A Mytilène nous nous sommes installés dans une petite maison d'une pièce avec cuisine. Entassés dans cet espace étroit, sans eau, sans électricité, nous étions cependant contents d'avoir un toit. Nous y avons passé seize années! Toute mon enfance s'y rattache. Je me souviens que, par 
manque de place, nous dormions, mon grand frère et moi-même, à la belle étoile. En regardant le ciel, il me parlait de la création du monde, de la trajectoire des étoiles, de l'univers. Il m'initiait au sens de l'existence. »

Les habitants de ces régions furent bien plus affectés par les conséquences de la Première Guerre Mondiale (à laquelle la Grèce prit également part), que ceux d'autres régions, puisque les îles, prises entre deux feux, se retrouvèrent coupées du monde.
Voilà les premières images et les premières expériences de la vie qui ont laissé une empreinte profonde dans l'esprit et dans le cœur d'Anna. Ces souvenirs resteront vivaces tout au long de sa vie.

« Le ravitaillement devint problématique à Mytilène. Les réfugiés se trouvèrent plus que tous les autres dans une situation désespérée. Tous les jours les enterrements des gens morts d'inanition passaient sous les fenêtres de notre maisonnette, qui se trouvait sur le chemin du cimetière. Notre seule nourriture pour la journée était, à l'époque, une poignée de raisins secs. A Noël je reçus cependant un cadeau : le plus précieux entre tous, un morceau de sucre ! »

La Première Guerre mondiale prit fin, mais la Grèce se trouva entrainée dans une nouvelle aventure guerrière, après le débarquement de l'armée grecque à Smyrne en 1919. L'armée avançant à l'intérieur des terres d'Asie Mineure, les réfugiés purent retourner chez eux.
Peu après, cependant, en 1922 à la suite de la retraite de l'armée grecque, ils furent entrainés dans la tourmente, des dizaines de milliers perdant la vie. La moitié de la population de Phocée fut décimée. La famille d'Anna, sauvée de justesse, se réfugia une fois de plus à Mytilène. « Nous étions enfants, mais nous sentions très bien que nos parents étaient mortifiés par la perte de nos compatriotes. Avoir été nous-mêmes sauvés nous semblait incroyable. »
Ayant terminé ses études secondaires à Mytilène, Anna commença par travailler à la mairie, puis, après l'installation de sa famille 
à Athènes comme dessinatrice dans divers services techniques, dont ceux de la Banque Nationale de Grèce, au service de l'urbanisation, et dans d'autres encore.
Son orientation vers les arts devait trouver un accueil favorable dans son entourage immédiat. Enfant déjà, pendant les années de l'exil, elle voyait sa mère peindre le soir, afin d'aider financièrement à subvenir aux besoins de la famille. Les premiers dessins d'Anna au crayon, datent du milieu de la décennie 1930-1940 : il s'agit de scènes de la vie des enfants des quartiers pauvres et des quartiers de réfugiés. Ce qui caractérise ces dessins c'est le trait plein de sensibilité qui rend si bien les spécificités de la silhouette enfantine.

### L'expérience de la faim et des brutalités de l'occupation
Pendant les pires années de l'occupation germano-italienne, Anna travailla à la section statistique de la mairie, enregistrant les décès des habitants de la capitale et était chargée de tracer les courbes traduisant cette terrible statistique. Ainsi  vivait-elle au cœur de l'anéantissement de la vie humaine, elle qui avait appris à en sentir la valeur suprême à travers les expériences 
douloureuses de son enfance. « ...Faisant l'aller-retour de la maison au bureau, je voyais sur le trottoir des gens morts de faim ; surtout des vieillards et des enfants. J'ai vu ma propre sœur mourir de privations. » Et ça ne devait pas s'arrêter là. Le fascisme, en plongeant la Grèce en enfer, exerçait une monstrueuse oppression afin de faire plier la résistance générale du peuple grec qui « si terrible que fut sa situation refusait le désespoir et luttait, organisé, contre l'ennemi commun », selon ses propres paroles. Kaissariani, la rue Merlin, Haidari, Distomo, Kalavryta, Kournovo, Hortiatis et bien d'autres endroits encore devinrent à cette époque des hauts lieux symboliques de sacrifices, de tortures et d'héroïsme. Anna vécut tout cela avec une telle intensité que sa vie et son art en furent à jamais marqués.
À la fin de l'occupation allemande, pendant les évènements de décembre, elle perdit en même temps que ses biens la plupart de ses premiers dessins.

### Départ à Paris: la guerre civile en Grèce, si loin, si proche
Après la Libération, en novembre 1945, mariée à l'architecte Manolis Kindynis qui obtint une bourse de l'État français, elle partit pour Paris, où elle devait résider dès lors.
Malgré les difficultés de la vie dans l'immédiat après guerre, en 1946 elle s'inscrivit  à l'atelier de gravure des "Beaux-Arts" (École nationale supérieure des beaux-arts). Elle devait également fréquenter les académies libres Julian et Grande Chaumière et assister aux cours libres de 
l'École du Louvre.
Ses premières pointes sèches datent de la période 1946-1947 et étaient destinées à illustrer  l'ouvrage de Léon Frapier, "La Maternelle". Aucun sujet n'a touché Anna aussi profondément que celui de la maternité. Elle a  amené avec elle à Paris, tirées des tragédies de l'occupation et des luttes pour la liberté, les images vivaces de ces femmes de Grèce qui serraient dans leurs bras leurs enfants prématurément vieillis pour les protéger, pour les sauver. C'est la source essentielle de ses gravures et de ses dessins de l'époque qui s'enrichira et s'amplifiera par la suite pour exprimer son message universel.
En 1947 lors de l'exposition collective des artistes grecs boursiers à la Cité Universitaire de Paris, elle présenta pour la première fois quelques petites compositions au crayon et quelques pointes sèches. Art de France soulignait : « l'artiste exprime avec audace les souffrances de son peuple et le drame actuel de son pays. »
Peu après, la guerre reprit en Grèce ; la guerre civile cette fois. Les années qui suivirent furent pour Anna les plus décisives mais aussi les plus productives. Tombée gravement malade, de terribles nouvelles ne cessaient de lui parvenir de Grèce. C'était de nouveau une époque d'emprisonnements, d'exécutions, de déportations. Parmi les milliers de femmes en exil, se trouvait sa sœur - 
mère de deux enfants. « Bouleversée, tous mes souvenirs se bousculaient et mon cœur se serrait. J'ai alors ressenti le besoin de m'exprimer. Me souvenant de tout et de tous je me mis à dessiner. Je dessinais sans cesse, sans début ni fin, un fusain à la main. Je me sentais comme une mère, mère de ma propre mère et de toutes les mères du monde. Je voulais exprimer l'angoisse, le courage, le sacrifice, les poursuites, les privations, la dignité la douleur, la bonté : toute cette nébuleuse de sentiments d'une vie entière. »
Cette lave jaillie de l'explosion créatrice prit plastiquement vie. Afin de donner une forme esthétique « aux sentiments d'une vie entière », elle simplifia sa technique au maximum. Elle abandonna la « cuisine » relativement complexe de la gravure sur cuivre pour le fusain, grâce auquel elle perfectionna la technique du clair-obscur. Plus tard, des critiques de renom apprécieront son travail en la comparant à Francisco de Goya.
À partir de 1950, et pour bien des années, Anna habitera au 23ter, rue Jean Dolent. La maison se trouvait au cœur du jardin où Renoir venait peindre, et en face de la prison de la Santé sinistre et massive où les condamnés, accrochés aux barreaux des fenêtres, criant et protestant, regardaient la rue, aspirant à s'y trouver. C'est dans cette maison que le plus grand nombre des 
centaines de dessins créés entre 1950 et 1960  virent le jour.

### La reconnaissance d'une artiste engagée dans son époque et dans ses souffrances
« Une force qui atteint celle d'un Goya » - (Josué de Castro)
Au printemps de 1960, a eu lieu à Paris sa première exposition personnelle. La préface de l'invitation était rédigée par Claude Roy. Parmi  les critiques, Claude Roger-Marx devait le tout premier signaler dans le "Figaro Littéraire" la grande qualité du dessin : 

« Qu'une artiste demeure hantée par les cauchemars de l'Occupation au point de ne plus pouvoir évoquer, vingt ans après, que visages rongés par la faim, blêmis par la peur ; qu'il suffise du fusain pour faire surgir avec tant de relief des scènes si profondément gravées dans son cœur, un martyr isolé, des masses réduites à l'état de fantômes, tel est le cas vraiment exceptionnel d'Anna Kindynis. Celle qui "souffrit sous Hitler" en Grèce où elle vit ses proches décimés, alors que tant d'autres aujourd'hui cherchent à oublier, ne demande qu'à souffrir encore. La "cave" de la galerie Saint-Placide, prenant l'aspect d'un abri sous les bombardements, nous révèle une centaine de dessins d'une généralité bouleversante, funèbres sans faux pathétique, précis sans anecdote, et qui témoignent de qualités voisines de celles que nous admirons dans les eaux-fortes de Goya ou dans les fusains de Redon. »

Peu après George Besson dans les "Lettres Françaises" caractérisait son travail ainsi : « C’est un terrible dossier accusateur de ce que l'artiste a vécu. » À l'époque, toute une pléiade de critiques et poètes français, tels Jean Rollin, Juliette Darle, Norman, Dornan, Sarmet, Maugisse vinrent à leur tour, incités par le message humain et artistique. En mai 1960, le Prix de la Critique de Dessin lui fut décerné. Claude Roger-Marx, Président du Jury, se référant à l'exposition de 1960, expliquait dans la préface de l'exposition de 1962 : 

« ... Le Jury du Prix de la Critique, tient à prouver une fois de plus, que le mot dessin n'a pas moins de portée que le mot couleur. Les membres du jury ont voulu mettre à l'honneur cette artiste inspirée, qui, sans adjonction d'aucun rehaut, est parvenue à évoquer un monde atrocement mis à feu et à sang. »

En novembre 1962, pratiquement en même temps que sa deuxième exposition à Paris, elle présentait à la Reid Gallery de Londres trente dessins représentatifs de son œuvre tels Les  Déportés, La Tempête, Le Cri, Devant la Prison, Ghetto, Le Martyr, Déracinement, Sans Pain et d'autres encore. John Berger devait écrire une préface pour l'exposition. Une revue de presse britannique de l'époque atteste l'intérêt suscité par cette exposition. Ainsi The Times, The Observer, The Guardian, The Daily Telegraph, The Daily Worker et La Tribune s'intéressèrent à son travail.
En 1961-1962, une exposition itinérante de son œuvre fut organisée par le Musée de la Résistance de Jaffa (Israël), comprenant environ 80 photos de ses tableaux. En 1963, alors que 83 artistes étaient en lice, elle obtint le Prix Eugène Carrière pour ses dessins Silence et Le Martyr. Le président du jury était René Huyghe et le vice-président Denoyer de Segonzac. Au 81e « Salon » de la Société Nationale des Beaux Arts, elle obtint le prix A Rixens de dessin (1971). Elle devait participer fréquemment à des expositions collectives, tant en France qu'à l'étranger et plus particulièrement aux Salons de Paris.
Entre 1967 et 1975, elle participa à cinq manifestations collectives locales et à deux panhelléniques à Athènes. Enfin, elle souhaitait ardemment pouvoir organiser une exposition personnelle en Grèce, puisque ce pays était source de son inspiration et que c'est à son pays que toute son œuvre est dédiée.
Pendant la dictature militaire en Grèce (1967-1974), Anna comme nombre d'artistes grecs à l'étranger ne devait participer à aucune manifestation artistique dans son pays, en signe de protestation contre la suppression totale des libertés politiques et culturelles. Par contre, pendant ce temps, elle exposait à deux reprises à Bruxelles et ouvrait à nouveau le « terrible dossier » des 
souffrances et des sacrifices du peuple grec qui n'en finissaient pas. Il s'agissait à la fois d'une dénonciation et d'un appel à la solidarité et au soutien du peuple grec. En 1975, à son exposition la plus importante, organisée sous le patronage de l'Ambassade de Chypre à la Galerie  Campo à Anvers, furent présentées deux cents de ses œuvres. Par la suite, elle exposa au Salon de Montrouge (Hauts de seine, en région parisienne), dans le cadre de l'Année internationale des femmes, sous l'égide de l'UNESCO.
Elle a illustré un certain nombre d'ouvrages dont ceux d'André Kédros, d'Elie Alexiou et de Rita Boumi-Papa. L'édition brésilienne du "Livre Noir de la Faim" de Josué de Castro comprend douze de ses dessins. Sociologue, biologiste, professeur de médecine à l'Université de Rio de Janeiro, Josué de Castro avait beaucoup d'estime pour l'œuvre d'Anna Kindynis-Maroudis. Dans la préface de son livre il écrit : 
« [Ces] douze dessins originaux, provenant de l’ensemble de son œuvre, révèlent de façon poignante le drame universel de la faim. Ce sont des illustrations qui, par leur mutisme même, ne demandent ni titre, ni légende explicative, car en vérité, le titre qui s’impose à l'ensemble est celui-ci : la faim. Depuis dix ans, Anna Kindynis n'a fait que peindre la faim, la misère, avec une force d'expression terrible, une force qui atteint celle d'un Goya, quand celui-ci se fait l'interprète de la détresse humaine. (...) Ces images, par leur fidélité surprenante et les vérités condensées dont elles sont chargées, viennent renforcer admirablement l'efficacité de la dénonciation que nous formulons. Elles s'emparent du livre et en dominent le sujet. Notre travail ne serait qu'un bref commentaire scientifique plutôt sec sans son œuvre artistique extraordinaire, toute pénétrée d'une profonde signification sociale. »
— Josué do Castro
Et, dans sa lettre à l'artiste du 9 juillet 1960, il  lui écrit de Rio de Janeiro : « En outre, je ferai tout mon possible pour que votre exposition soit présentée dans d'autres pays du monde, dans le cadre de la Campagne Mondiale contre la Faim, dont j'ai l'honneur d'être le Président du Comité Directeur. »
En 1974, après la chute de la dictature, une médaille fut frappée au Portugal à 500 exemplaires numérotés, honorant Josué de Castro à titre posthume : "l'un des plus grands militants de la paix dans le monde". Il est représenté sur l'une des faces de la médaille et sur l'autre se trouve la reproduction du dessin d'Anna Kindynis-Maroudis La Faim..., militante de la campagne mondiale pour la libération de l'homme de l'oppression de la faim, comme l'indique la note explicative du Centro Medalhista.
Anna Kindynis-Maroudis a participé à un grand nombre de manifestations artistiques organisées par des institutions humanitaires, progressistes et pacifistes.
Enfin, pour avoir une vision plus complète et une connaissance plus approfondie du monde esthétique d'Anna Kindynis-Maroudis, outre ses dessins au fusain et ses gravures, on doit prendre en compte une belle série de ses dessins, moins connus et gravés sur matière plastique. La méthode de gravure utilisée sur ce matériau consiste en une technique originale qu'elle a elle-même mis au point. À l'aide de la pointe sèche, elle trace sur des plaques de micaschiste (extrait de roche métamorphique de propriétés assez lisse et transparente) des dessins purement linéaires, des visages lumineux, des silhouettes aériennes - à l'érotisme discret - dont le sujet dominant est à nouveau la maternité. Ces dessins sont légèrement coloriés. La qualité de son trait rappelle les vertus d'un graphisme fort lointain, mais toujours admirable, comme celui que nous trouvons sur 
les lécythes blanches de l'antiquité attique. Ces dessins gravés montrent de façon indéniable qu'Anna est douée d'une sensibilité égale pour la joie et pour la douleur. Son idéal de la maternité heureuse trouve ici son expression plastique la plus pure. Et comme deux  facettes d'une même dialectique, la beauté tragique cède la place à une autre beauté, lumineuse et rayonnante cette fois, mais non moins réelle et toujours désirée par les hommes.

## Exposition récente
- Musée Benaki, Athènes, Grèce, Άννα Κινδύνη 1914-2003 (Anna Kindynis 1914-2003), 21/01/2009 - 22/02/2009